# Jay Freeman

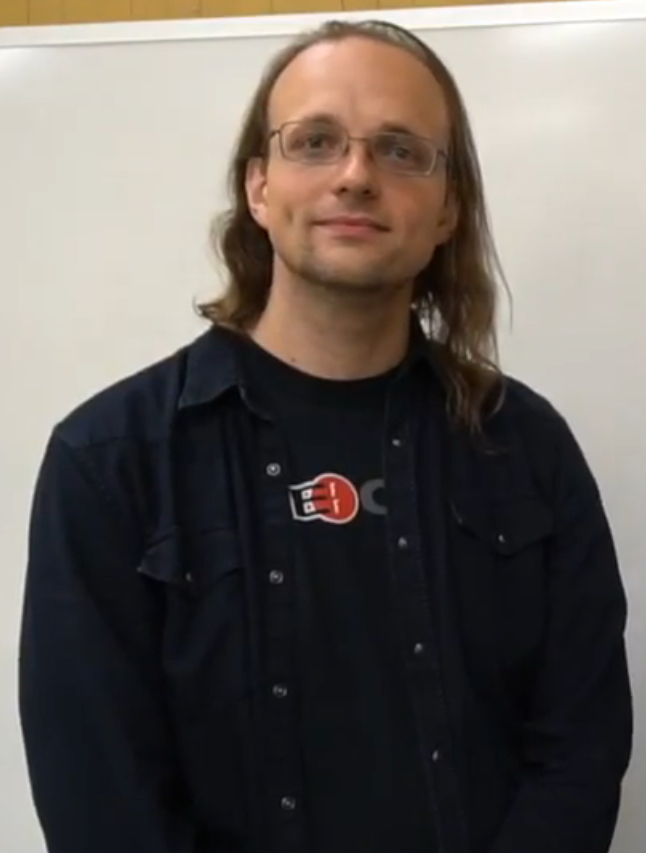
Freeman, 2018

Jay Ryan Freeman (saurik) (* 27. November 1981) ist ein US-amerikanischer Unternehmer, Software-Entwickler, Hacker und Kommunalpolitiker. Er ist durch die Erfindung und Entwicklung von Cydia bekannt geworden, dessen Entwicklung er bis heute leitet.

## Anfänge und Ausbildung
Freeman schloss 2003 ein Informatikstudium an der University of California, Santa Barbara ab. 2004–2009 folgte ein Promotionsstudium im Bereich der Informatik, das er jedoch nicht abschloss.
2002 schuf Freeman Anakrino, den ersten .Net-Framework-Decompiler.

## iOS
Im Februar 2008 veröffentlichte Jay Freeman Cydia, einen App-Store für gejailbreakte iOS-Geräte. 2009 erweiterte er dieses System mit einem proprietären Shop, welcher es Benutzern möglich machte, Apps zu erwerben. 2011 veröffentlichte er JailbreakMe 3.0 mit dem iPhones, iPod Touches und das iPad 2 direkt über die iOS-App Safari bedingungslos gejailbreakt werden konnten, wobei Cydia auch direkt auf die Geräte installiert wurde. Im Dezember 2018 erklärte Freeman den Cydia Store für geschlossen, da er wegen zu hohem Traffic zu einem Verlustprojekt geworden war. Des Weiteren ist Freeman eine verehrte Person in der iOS-Jailbreaking-Gemeinschaft und moderiert unter anderem den Jailbreak Subreddit.

## Android
Im Jahr 2008 portierte er Debian für die Verwendung auf dem Android-Gerät HTC Dream.
Im April 2013 baute er eine Implementierung eines Roots für Google Glass. Im Mai 2013 veröffentlichte er eine Version von Cydia Substrate für Android, im Juli 2013 veröffentlichte er eine Analyse und eine Implementierung der „Master Key“ Schwachstellen für Android.